# La serva padrona
La serva padrona (Die Magd als Herrin) ist ein Opernintermezzo in zwei Teilen von Giovanni Battista Pergolesi. Das Libretto verfasste Gennaro Antonio Federico. Das Werk erlebte seine Uraufführung am 5. September 1733 im Teatro San Bartolomeo in Neapel zwischen den drei Akten der Opera seria Il prigionier superbo desselben Komponisten.

## Handlung

### Ort und Zeit
Die Oper spielt in einem vornehmen Haus in einer italienischen Stadt zur Zeit der Uraufführung, also in den 1730er Jahren. Das Grundthema der Handlung entstammt der Commedia dell’arte: Ein reicher alter Tölpel wird von seiner resoluten jungen Dienerin überlistet, ihn zu heiraten. Die Handlung ist gespickt mit Situationskomik und karikaturistischer Typenzeichnung.

### Erster Teil
Seit Stunden wartet der alte Junggeselle Uberto vergeblich darauf, dass ihm seine Magd Serpina endlich das Frühstück serviert (Arie Uberto: „Aspettare e non venire“). Er schickt seinen Diener Vespone, sie zu suchen. Uberto gibt sich selbst die Schuld an Serpinas Benehmen. Er hatte sie einst als junges Mädchen aufgenommen und wie eine Tochter verwöhnt. Nun weiß sie, wie sehr ihr Arbeitgeber von ihr abhängig ist, und lässt ihn und Vespone dies auch immer wieder spüren. Als sie nun mit Vespone das Zimmer betritt, beschimpft sie diesen, besteht darauf, als Herrin respektiert zu werden, und droht, ihn zu schlagen. Uberto ist ratlos (Arie Uberto: „Sempre in contrasti“). Um Serpinas wachsendem Zorn zu entgehen, kündigt er an, einen Spaziergang zu machen. Doch sie verbietet es ihm – schließlich sei bereits Mittag. Er solle einfach den Mund halten (Arie Serpina: „Stizzoso, mio stizzoso“). Nun platzt Uberto der Kragen. Er beauftragt Vespone, ihm eine Braut zu suchen – selbst eine Harpyie sei ihm lieber als Serpinas Regiment. Doch Serpina ist sicher, dass sie selbst die Auserwählte und zukünftige Hausherrin sein wird (Duett: „Lo conosco a quegli occhietti“).

### Zweiter Teil
Serpina hat einen schlauen Plan ersonnen und Vespone durch Versprechungen auf ihre Seite gebracht. Um Ubertos Eifersucht anzustacheln, gibt sie vor, ebenfalls heiraten zu wollen. Ihr Bräutigam sei der „Capitan Tempesta“ („Hauptmann Ungewitter“). Sie weist Uberto darauf hin, wie sehr er sie vermissen werde (Arie Serpina: „A Serpina penserete“). Während Serpina ihren Auserwählten holt, regen sich in Uberto bereits entsprechende Gefühle (Arie Uberto: „Son imbrogliato io già“). Serpina kommt mit ihrem bedrohlich aussehenden Bräutigam zurück. Dieser ist jedoch kein anderer als der als Soldat verkleidete Diener Vespone. Er spricht kein Wort und beantwortet Fragen lediglich mit Gesten. Serpina erklärt dem alten Hagestolz, dass ihr Liebster eine Mitgift von 4000 Scudi verlange. Ansonsten müsse Uberto sie selbst heiraten, oder Tempesta werde ihn in Stücke hauen. Der alte Uberto gibt auf. Er verspricht, sie selbst zum Traualtar zu führen. Damit hat Serpina ihr Ziel erreicht: Sie wird die neue Herrin. Vespone legt seine Verkleidung ab, und alle sind zufrieden (Duett: „Contento tu sarai“ oder „Per te ho io nel core“).

## Gestaltung

### Musiknummern
Die Oper verzichtet auf eine einleitende Sinfonia. Sie enthält die folgenden Musiknummern:
Erster Teil
- Arie (Uberto): „Aspettare e non venire“
- Arie (Uberto): „Sempre in contrasti“
- Arie (Serpina): „Stizzoso, mio stizzoso“
- Duett (Serpina, Uberto): „Lo conosco a quegli occhietti“

Zweiter Teil
- Arie (Serpina): „A Serpina penserete“
- Arie (Uberto): „Son imbrogliato io già“
- Duett (Serpina, Uberto): „Contento tu sarai“
- Duett (Serpina, Uberto): „Per te ho io nel core“ (Alternatives Schlussduett, Neapel 1735, aus Il Flaminio)

### Libretto
Der Text verzichtet im Gegensatz zu vielen anderen zeitgenössischen Komödien auf Dialekt-Rollen, ist aber dennoch in volkstümlicher Sprache gehalten. Die beiden Teile des Werks sind unterschiedlich aufgebaut. Sie beziehen sich in ihrer dramatischen Entwicklung aufeinander. Serpinas Argumentation im ersten Teil führt zur kompletten Verwirrung ihres Herrn. Im zweiten Teil dominieren nicht mehr Worte, sondern die überzogen dargestellte Verkleidungskomödie Serpinas und des stummen Dieners. Letzterer ist für beide Teile bedeutsam: Im ersten Teil fungiert er als Medium für die Handgreiflichkeiten Serpinas und ihren Streit mit Uberto, im zweiten Teil ist er wesentlich für das Komödienspiel.:681

### Musik
Das Orchester der Oper besteht aus Streichern und Basso continuo, dem damals üblichen Barockorchester.:681 Dabei spielen die ersten und zweiten Geigen sowie Viola und Bass gelegentlich unisono, so dass der Orchestersatz dann lediglich zweistimmig ist.
Die lebhaften Arien verwenden eine dreiteilige Da-capo-Form. Die Melodien basieren auf der Volksmusik Süditaliens. Auf virtuose Passagen oder die Parodie von Opera-seria-Arien, wie sie in ähnlichen Werken oft vorkamen, verzichtete Pergolesi. Die einzige Anspielung auf die größere Opernform ist ein Accompagnato-Rezitativ anstelle der sonst verwendeten Seccos. Letztere wirken nicht stilisiert, sondern stellen einen durch Wortwiederholungen, schnelles Plappern oder verkürzte Silben belebten Dialog dar.
Die Musik unterstützt die Charakterisierung der beiden Hauptfiguren auf besondere Weise. Die Unsicherheit Ubertos wird durch gegensätzliche Orchestermotive verdeutlicht. Demgegenüber ist Serpinas Musik durch sangliche und volkstümliche Melodien gekennzeichnet. Regelmäßige und klar gegliederte musikalische Formen stellen ihre Selbstsicherheit dar.:682
Die virtuose Auftrittsarie Ubertos „Aspettare e non venire“, in der er die Unzufriedenheit mit seiner Magd ausdrückt, ist dreiteilig. Sie beginnt mit hohen Liegetönen, die in einen Oktavsturz münden. Die Phrase wird dreimal in jeweils höherer Lage wiederholt. Die beiden folgenden Teile bestehen jeweils aus variierten Wiederholungen des ersten Teils mit verkürzten Notenwerten, wodurch sich Ubertos zunehmende Verwirrung spiegelt.:682:245
Ubertos erste vollständige Da-Capo-Arie ist „Sempre in contrasti“. Sie besteht aus kurzen melodischen und rhythmischen Motiven zu Texten wie „e qua e la“, „e su e giù“ oder „e si e no“, in denen sich sein ständiger verbaler Kampf mit Serpina widerspiegelt.
Den dramatischen Höhepunkt des ersten Teils bildet das Schlussduett „Lo conosco a quegli occhietti“ mit seinem musikalischen Wortgefecht zwischen den beiden Protagonisten. Ubertos musikalische Motive gleichen sich hier zunehmend an diejenigen Serpinas an.:682
Serpinas Arie „A Serpina penserete“ am Anfang des zweiten Teils stellt auf ironische Weise die Klage Ubertos über ihren drohenden Verlust dar.:681 Die wechselnden Stimmungen sind durch kontrastierende Zeitmaße und Tempi abgebildet.
Zwischen der zweiten und dritten Arie Ubertos („Sempre in contrasti“ bzw. „Son imbrogliato io già“) gibt es motivische Verbindungen.:682
Im ursprünglichen Schlussduett war Pergolesi darauf bedacht, die Vereinigung der beiden Hauptfiguren zurückhaltend als reine Notwendigkeit ohne echte Liebesgefühle darzustellen. Da dieser Abschluss von einigen seiner Zeitgenossen als unbefriedigend empfunden wurde, ersetzte man es ab 1735 durch das virtuosere Duett „Per te ho io nel core“ aus Il Flaminio.:681

## Werkgeschichte
Nachdem aufgrund eines Erdbebens, das Neapel am 29. November 1732 getroffen hatte, die Karnevalsaison 1733 abgesagt worden war, wurde der erst 23 Jahre alte Pergolesi anlässlich des 42. Geburtstags der Kaiserin Elisabeth Christine am 28. August 1733 mit der Komposition der Oper Il prigionier superbo beauftragt. Die Uraufführung fand jedoch aus unbekannten Gründen erst einige Tage später statt. Zwischen den drei Akten dieser Oper wurden wie damals üblich die zwei Teile eines Intermezzos gespielt, in diesem Fall La serva padrona. Oper und Intermezzo haben keinen inhaltlichen Zusammenhang und wurden auch von unterschiedlichen Interpreten ausgeführt. Die Buffo-Rollen der Intermezzi übernahmen in der Regel darauf spezialisierte Sänger.:681
Gennaro Antonio Federicos Libretto basiert auf einem gleichnamigen Schauspiel von Jacopo Angelo Nelli, das 1731 veröffentlicht wurde und bereits die wesentlichen Elemente des Intermezzos enthält. Die Charaktere sind der Commedia dell’arte entnommen.
Bei der Uraufführung am 5. September 1733 im Teatro San Bartolomeo in Neapel sangen die Sopranistin Laura Monti als Serpina und der Bass Gioacchino Corrado als Uberto. Die beiden gewannen in den nächsten drei Jahren in Neapel große Popularität. Der Erfolg des Werks führte offenbar schon unmittelbar nach der Uraufführung zu separaten Darbietungen von La serva padrona.:681

### Rezeption
Nach der Uraufführung blieb La serva padrona – für die Zeit äußerst untypisch – für zwei Jahrzehnte ohne nennenswerte Änderungen im Repertoire. Es wurde an mehr als 60 Theatern in ganz Europa gespielt. Nur das Schlussduett wurde seit 1735 gelegentlich durch „Per te ho io nel core“ aus Pergolesis Commedia per musica Il Flaminio ersetzt. Politische Bedeutung erlangte die Oper durch ihre häufigen Aufführungen im nach dem Polnischen Thronfolgekrieg durch die Habsburger besetzten Norditalien seit 1738. Der Protest gegen die unwillkommenen neuen Herrscher wurde durch die gegen ihre Herrschaft aufsässige Magd symbolisiert.:682 In Neapel selbst wurde La serva padrona auf Wunsch der Bourbonen-Königin Maria Amalia 1738 erneut gespielt. Ihre überlieferte Bemerkung, dass der Komponist zwar schon tot, aber ein großer Mann sei, gilt als besondere Anerkennung seiner schöpferischen Leistung.
Von besonderer Bedeutung erwiesen sich einige Jahre später die Aufführungen in Paris. Die erste dortige Aufführung am 4. Oktober 1746 ging noch ohne große Aufmerksamkeit über die Bühne. Die Kritik vermerkte lediglich „Schlichtheit und Grazie des Ausdrucks“.:683 Als das Intermezzo dagegen am 1. August 1752 an der Académie Royale mit Lullys Pastoraloper Acis et Galatée kombiniert wurde, geriet sie in den Mittelpunkt von kontroversen Diskussionen. Die italienische Operngesellschaft des Komponisten und Kapellmeisters Eustachio Bambini führte zwischen 1752 und 1754 insgesamt 14 komische Opern im italienischen Stil auf, zu denen auch La serva padrona gehörte. Dieser Stil war damals in Frankreich noch unbekannt und führte zur Spaltung der Öffentlichkeit in zwei Lager, die sich in Pamphleten und Zeitungsartikeln bekämpften. Der Konflikt, in dem die italienische Opera buffa gegen die veralteten Maßstäbe der französischen Oper ausgespielt wurde, wurde später unter dem Namen Buffonistenstreit bekannt. Er beeinflusste die weitere Entwicklung der Oper nachhaltig und führte schließlich zur Entwicklung der Gattung der Opéra-comique. Außer La serva padrona enthielten noch fünf weitere der von Bambini aufgeführten Werke Musik Pergolesis. Der italienische Stil wurde unter anderem von den Enzyklopädisten wie Rousseau, Friedrich Melchior Grimm und Denis Diderot propagiert. Rousseau selbst übertrug stilistische Merkmale von La serva padrona auf sein französisches Intermezzo Le devin du village von 1752. Zwei Jahre später übersetzte Pierre Baurans Pergolesis Original unter dem Titel La servante maîtresse ins Französische. Er überarbeitete das Werk, ersetzte die Rezitative durch französische Dialoge, benannte die Hauptfiguren um und fügte weitere Musiknummern hinzu.
Im deutschen Sprachgebiet wurde La serva padrona ab 1739 zunächst noch in italienischer Sprache aufgeführt. Erst viel später verbreiteten sich deutsche Übersetzungen und Bearbeitungen unter Titeln wie Zofenherrschaft (Berlin 1810, Übersetzung von Karl Alexander Herklots nach der französischen Fassung von 1754) oder Die gebieterische Magd (Darmstadt 1810). Bei einigen früheren deutschsprachigen Aufführungen ab 1770 ist die Herkunft des Text- und Musikmaterials unsicher.:683
Auch in England wurde das Werk häufig gespielt, oft auch als Freiluftaufführung. Eine englische Übersetzung und Bearbeitung von Stephen Storace senior (um 1725 – 1781) und James Oswald hatte 1759 großen Erfolg in Marylebone Gardens. Die beiden ergänzten eine weitere Rolle und einen dritten Akt. Diese Fassung wurde auch im King’s Theatre am Haymarket, im Theatre Royal Drury Lane, in den Ranelagh Gardens und am Covent Garden gegeben. Sie wurde zum Vorbild für mehrere weitere englische Fassungen, darunter The Maid the Mistress von 1770 mit vollständig neukomponierter Musik von Charles Dibdin auf ein Libretto von Bickerstaff (1771 überarbeitet als He Wou’d if he Could).
Giovanni Paisiello vertonte Federicos Libretto 1781 erneut (→ La serva padrona). Er überarbeitete den Text im Sinne eines musikalischen Rührstücks und ergänzte eine Ouvertüre, zwei weitere Arien Serpinas und ein Duett. Damit erreichte er eine Gesamtlänge von mehr als einer Stunde. Aus den beiden alternativen Finalduetten erstellte er ein dreisätziges Schlussstück.:684
Auch während des gesamten 19. Jahrhunderts wurde das Stück in verschiedenen Fassungen gespielt. Eine französische Bearbeitung von François-Auguste Gevaert, die erstmals 1861 an der Opéra-Comique in Paris erschienen war, hielt sich bis ins 20. Jahrhundert. Für Hamburg schrieb Hans Michel Schletterer 1880 eine neue deutsche Übersetzung mit dem Titel Die Magd als Herrin. Im Zusammenhang mit den Produktionen in München (1901, Franz Wüllner), Venedig (1907, Ermanno Wolf-Ferrari), Wien (1909, Richard Kleinmichel) und Lauchstädt (1910, Hermann Abert nach den Originalquellen) erschienen jeweils Neuausgaben der Partitur oder des Klavierauszugs. Wichtige Produktionen der zweiten Hälfte des 20. Jahrhunderts gab es 1952/53/61 von der Scala-Schule in Mailand (auch 1953 in Paris gespielt) und 1958 von der Kammeroper Rom (Dirigent: Renato Fasano, Regie und Ausstattung: Corrado Pavolini). Letztere Inszenierung wurde mehrere Jahre lang auch häufig außerhalb Italiens gespielt.:684
1998 wurde in Aarhus eine Paraphrase des dänischen Komponisten Bent Lorentzen mit dem Titel Pergolesis Heimservice uraufgeführt.
Da sich La serva padrona seit der Uraufführung 1733 ohne Unterbrechungen auf den Spielplänen gehalten hat, gilt sie als eine der ersten Repertoireopern.

## Aufnahmen
La serva padrona ist vielfach auf Tonträger erschienen. Andreas Ommer nennt 28 Aufnahmen im Zeitraum von 1949 bis 2003. Daher werden im Folgenden nur die in Fachzeitschriften, Opernführern oder Ähnlichem besonders ausgezeichneten oder aus anderen Gründen nachvollziehbar erwähnenswerten Aufnahmen aufgeführt.
- 1941 (Studio; früheste bekannte Aufnahme): Alfredo Simonetto (Dirigent), EIAR Orchester. Angelica Tuccari (Serpina), Sesto Bruscantini (Uberto). Fonit-Cetra CDO 33 (1 CD).[10]:12743[11]
- 1969 veröffentlicht (Studio; vollständig; mit Schlußduett aus Il Flaminio; Rezension auf Gramophone 9/1992: „far and away the more convincing of the two versions of Pergolesi’s intermezzo currently available in The Classical Catalogue“): Franzjosef Maier (Dirigent), Collegium Aureum. Maddalena Bonifaccio (Serpina), Siegmund Nimsgern (Uberto). EMI/EL LP: EL 16 635 (1 LP).[10]:12751[12]
- 1986 (Studio; enthält beide Schlussduette; Rezension auf Gramophone 7/1987: „In short, the performance is a good deal more musical than most“): Pál Németh (Dirigent), Capella Savaria. Katalin Farkas (Serpina), József Gregor (Uberto). Hungaroton HCD 12846 (1 CD).[10]:12756[13]
- 1995 (Studio): Gilbert Bezzina (Dirigent; Rezension auf Gramophone 4/1996: „Altogether, this is an enjoyable recording, the best now available of this piece“), Ensemble Baroque de Nice. Isabelle Poulenard (Serpina), Philippe Cantor (Uberto). Disques Pierre Verany PV795111 (1 CD).[10]:12760[14]
- 23. November 1996 (auch Video; live aus dem Lunatheater Brüssel; zusammen mit Livietta e Tracollo; Rezension auf Gramophone 11/1997): Sigiswald Kuijken (Dirigent), Ferruccio Soleri (Inszenierung), La Petite Bande. Patricia Biccirè (Serpina), Donato di Stefano (Uberto). TDK DV-LTSP (DVD), Accent 96123 (1 CD).[10]:12762[15][16]